# Charles Goerens

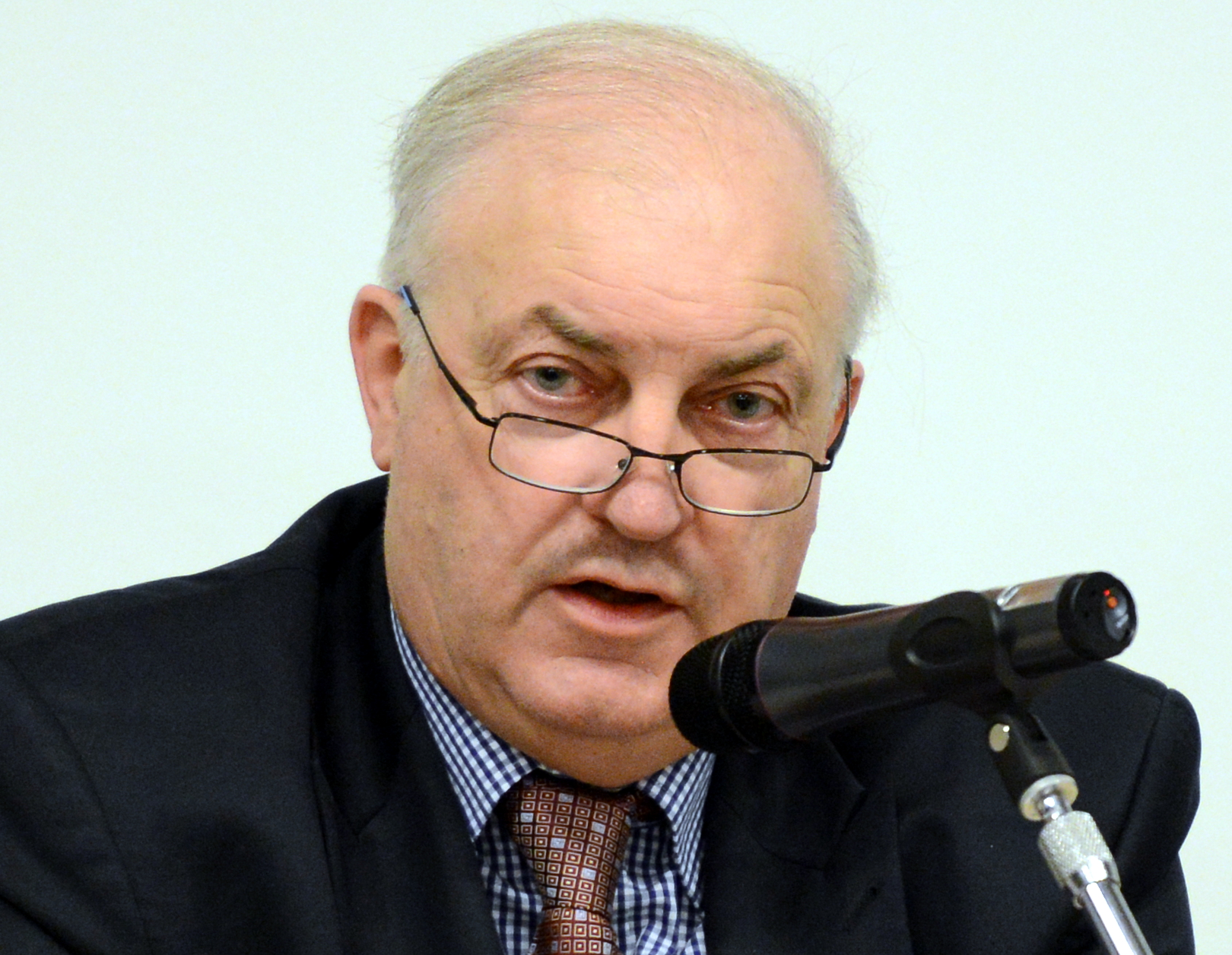
Charles Goerens

Charles Goerens (Ettelbruck, 6 de febrero de 1952) es un político de Luxemburgo miembro del Partido Democrático, del cual fue presidente entre 1989 y 1994.

## En el Gobierno de Luxemburgo
Goerens formó parte del gobierno de Jean-Claude Juncker desde el 7 de agosto de 1999 hasta el 31 de julio de 2004, siendo ministro de defensa durante todo el período y ministro de asuntos exteriores desde el 20 de julio de 2004 hasta el 31 de ese mismo mes. Salió del gobierno cuando Juncker y su partido, el Partido Popular Social Cristiano, tras las elecciones del 13 de junio, no revalidó el pacto con su partido, pactando ahora con el Partido Obrero Socialista Luxemburgués.

## En el Parlamento Europeo
Goerens fue eurodiputado desde 1982 hasta 1984 y desde 1994 hasta 1999.
- Datos: Q286466
- Multimedia: Charles Goerens / Q286466